# جيف رونا
جيف رونا (بالإنجليزية: Jeff Rona)‏ هو مؤلف موسيقى تصويرية وملحن أمريكي، ولد في 3 مارس 1957 في لوس أنجلوس في الولايات المتحدة.

## وصلات خارجية
- الموقع الرسمي
- جيف رونا على موقع IMDb (الإنجليزية)
- جيف رونا على موقع ميوزك برينز (الإنجليزية)
- جيف رونا على موقع ديسكوغز (الإنجليزية)
- جيف رونا على موقع قاعدة بيانات الفيلم (الإنجليزية)